# Елизабет фон Брауншвайг-Грубенхаген
Елизабет фон Брауншвайг-Грубенхаген (на немски: Elisabeth von Braunschweig-Grubenhagen; * 14 април 1550, Залцдерхелден, Германия; † 11 февруари 1586, Остерхолм на остров Алсен, Дания) от фамилията Велфи (линията Стар Дом Брауншвайг), е принцеса от Княжество Грубенхаген и чрез женитба херцогиня на Шлезвиг-Холщайн-Зондербург.

## Живот
Тя е единственото дете на Ернст III фон Брауншвайг-Грубенхаген (1518 – 1567), княз на Грубенхаген-Херцберг и принцеса Маргарета от Померания (1518 – 1569), най-възрастната дъщеря на херцог Георг I и първата му съпруга принцеса Амалия фон Пфалц.
Елизабет се омъжва на 19 август 1568 г. в Колдинг за 23-годишния херцог Йохан Млади (1545 – 1622) от Шлезвиг-Холщайн-Зондербург. Той е третият син на крал Кристиан III от Дания (1503 – 1559) и на Доротея фон Саксония-Лауенбург (1511 – 1571). По-малък брат е на Фредерик II – крал на Дания от 1559 до 1588 г. Елизабет и Йохан имат 14 деца. От 1582 до 1587 г. нейният съпруг строи водният дворец Глюксбург на територията на два бивши манастира.
Елизабет умира на 35 години на 11 февруари 1586 г. Йохан се жени на 14 февруари 1588 г. за 14-годишната Агнес Хедвига фон Анхалт (1573 – 1616), вдовица на Август, курфюрст на Саксония, и има с нея още девет деца.

## Деца
Елизабет и херцог Йохан имат 14 деца:
- Доротея (1569 – 1593), ∞ 1589 херцог Фридрих IV от Силезия-Лигниц (1552 – 1596)
- Кристиан (1570 – 1633), херцог на Шлезвиг-Холщайн-Зондербург
- Ернст (1572 – 1596)
- Александер (1573 – 1627), херцог на Шлезвиг-Холщайн-Зондербург, ∞ 1604 графиня Доротея фон Шварцбург-Зондерсхаузен (1579 – 1639)
- Аугуст (1574 – 1596)
- Мария (1575 – 1640), 1611 абатеса на Итцехое
- Йохан Адолф (1576 – 1624), от 1622 г. херцог на Шлезвиг-Холщайн-Зондербург-Норбург
- Анна (1577 – 1610) ∞ 1601 херцог Богислав XIII от Померания (1544 – 1606)
- София (1579 – 1618) ∞ 1607 херцог Филип II от Померания (1573 – 1618)
- Елизабет (1580 – 1653) ∞ 1615 херцог Богислав XIV от Померания (1580 – 1637)
- Фридрих (1581 – 1658), от 1624 г. херцог на Шлезвиг-Холщайн-Зондербург-Норбург, ∞ 1627 принцеса Юлиана фон Саксония-Лауенбург (1589 – 1630), ∞ 1632 принцеса Елеонора фон Анхалт-Цербст (1608 – 1680)
- Маргарета (1583 – 1638), ∞ 1603 граф Йоханес VII от Насау-Зиген (1561 – 1623)
- Филип (1584 – 1663), херцог на Шлезвиг-Холщайн-Зондербург-Глюксбург, ∞ 1624 г. принцеса София Хедвига фон Саксония-Лауенбург (1601 – 1660)
- Албрехт (1585 – 1613)